# 이수정 (1972년)
이수정(李受庭, 1972년 1월 1일~)은 대한민국의 제7대 서울특별시의원이다. 서울특별시 출신이다.

## 학력
- 영등포여자고등학교 졸업
- 경희대학교 중어중문학 학사 졸업

## 경력
- 구몬학습 방문교사
- 전국학습지산업노동조합 구몬지부장
- 전국학습지산업노동조합 선전국장
- 민주노동당 서울시당 대의원
- 민주노동당 부대변인
- 2006.07~2010.06 제7대 서울특별시의회 의원
- 2007.07~2007.07 제7대 서울특별시의회 전반기 보건복지위원회 위원
- 2006.07~2007.10 제7대 서울특별시의회 전반기 예산결산특별위원회 위원
- 2006.08~2007.02 제7대 서울특별시의회 여성특별위원회 위원
- 2007.03~2007.09 제7대 서울특별시의회 지방자치발전특별위원회 위원
- 2008.07~2010.06 제7대 서울특별시의회 후반기 재정경제위원회 위원
- 2009.08~2010.02 제7대 서울특별시의회 상임위소관업무조정특별위원회 위원
- 서울특별시 학교급식지원심의위원회 위원
- 서울특별시 사전조정협의회 위원
- ~2014.12 통합진보당 부대변인

## 수상
- 2008 전국 광역의회 장애인정책 의정활동 우수의원

## 역대 선거 결과
|  | 9.97% |

|  | 25.98% |

|  | 7.69% |